# Fédération suisse des échecs
La Fédération suisse des échecs ou FSE (Schweizerischer Schachbund ou SSB en allemand) est née de la fusion en 1995 de l'Association suisse des échecs (Schweizerischen Schachverbandes), fondée en 1889 et de la Fédération ouvrière suisse des échecs (Schweizerischen Arbeiterschachbundes) fondée en 1923.
Elle regroupe 225 clubs et dénombre 5 630 membres.

## Compétitions
Elle organise différentes compétitions :
- le championnat suisse par équipes
- le championnat suisse de groupes (anciennement le championnat de la Fédération ouvrière)
- le championnat suisse individuel
- le championnat fédéral individuel
- la Team Cup (compétition par équipes à élimination directe)
- la coupe suisse individuelle
- le championnat suisse par Internet

## Revue suisse des échecs
La Revue suisse des échecs (RSE) est le journal de la société. Depuis 2010, elle paraît huit fois par année.

## Information diverses
Parmi les meilleurs joueurs de la Fédération, nous trouvons Vadim Milov, Viktor Kortchnoï ainsi que Yannick Pelletier. La GM Alexandra Kosteniuk a gagné le titre de champion suisse (mixte) en 2013. Elle est la première dame à gagner le titre mixte en 113 ans de championnat suisse individuel.
Le principal tournoi suisse est le Festival d'échecs de Bienne.
La Fédération Suisse des échecs des sourds est affiliée à la Fédération suisse des échecs.